# Rainer A. Müller
Rainer Albert Müller (* 3. Mai 1944 in Bleche; † 22. Mai 2004 in München) war ein deutscher Historiker.

## Leben und Wirken
Rainer A. Müller machte 1963 sein Abitur am Staatlichen Gymnasium Bergneustadt. Von 1963 bis 1971 studierte er an den Universitäten Münster, Innsbruck und München. Er legte 1968/69 das Staatsexamen für Deutsch und Geschichte an der Universität München ab. Bei Laetitia Boehm und Johannes Spörl wurde er promoviert mit einer soziokulturellen Studie zur Geschichte der bayerischen Landesuniversität in Ingolstadt 1472–1648. Im Jahr 1982 habilitierte er sich über das bayerische Lyzealwesen. 1983 wurde er Privatdozent. Müller lehrte ab 1988 als Professor für Geschichte der Frühen Neuzeit an der Katholischen Universität Eichstätt-Ingolstadt. Dort war er Dekan 1999/2001.
Mit Laetitia Boehm erarbeitete er das Lexikon der „Universitäten und Hochschulen“. Mit Rüdiger vom Bruch gab er ein Historikerlexikon heraus. Er war Herausgeber der elfbändigen Reihe Deutsche Geschichte in Quellen und Darstellung im Reclam-Verlag. Hans-Christof Kraus würdigte ihn 2007 als einen der „besten Kenner der neueren deutschen Universitäts- und Bildungsgeschichte“. Im Jahr 1995 gründete Müller gemeinsam mit Rainer Christoph Schwinges und Rüdiger vom Bruch die Gesellschaft für Universitäts- und Wissenschaftsgeschichte. Für die Enzyklopädie deutscher Geschichte veröffentlichte er 1995 einen Band über den Fürstenhof in der Frühen Neuzeit. Er war Mitherausgeber des Historischen Jahrbuchs. Müller war Mitglied der Akademie gemeinnütziger Wissenschaften zu Erfurt.
Er war Mitglied des Unitas-Verbandes und Mitherausgeber der Abhandlungen zum Studenten- und Hochschulwesen der Gemeinschaft für deutsche Studentengeschichte.

## Schriften (Auswahl)
- Studium und Studenten an der Medizinischen Fakultät der Universität Ingolstadt im 18. Jahrhundert. In: Sammelblatt des Historischen Vereins Ingolstadt. Band 83, 1974, S. 187–217.
- Der Arzt im Schachspiel bei Jakob von Cessolis / The Physician in the Game of Chess in the Work of Jacobus de Cessolis / […]. Thiemig, München 1981, ISBN 3-521-04135-2 (deutsch, englisch, französisch und spanisch).
- mit Heinz E. Lässig: Die Zahnheilkunde in Kunst- und Kulturgeschichte. DuMont, Köln 1983, ISBN 3-7701-1465-5.
- als Hrsg. mit Laetitia Boehm: Universitäten und Hochschulen in Deutschland, Österreich und der Schweiz. Eine Universitätsgeschichte in Einzeldarstellungen. Econ, Düsseldorf/Wien 1983 (= Hermes-Handlexikon. [Band 24]).
- Akademische Ausbildung zwischen Staat und Kirche. Das bayerische Lyzealwesen 1773–1849 (= Quellen und Forschungen aus dem Gebiet der Geschichte. Neue Folge, Band 7). Schöningh, Paderborn 1986, ISBN 3-506-73257-9
- Geschichte der Universität. Von der mittelalterlichen Universitas zur deutschen Hochschule. Callwey, München 1990, ISBN 3-7667-0959-3.
- Der Fürstenhof in der frühen Neuzeit (= Enzyklopädie deutscher Geschichte. Band 33). Oldenbourg, München 1995, ISBN 3-486-55862-5.